# HMS Jupiter (1895)
O HMS Jupiter foi um couraçado pré-dreadnought operado pela Marinha Real Britânica e a quinta embarcação da Classe Majestic. Sua construção começou em abril de 1894 nos estaleiros da J & G Thomson na Escócia e foi lançado ao mar em novembro do ano seguinte, sendo comissionado na frota britânica em maio de 1897. Era armado com uma bateria principal composta por quatro canhões de 305 milímetros montados em duas torres de artilharia duplas, tinha um deslocamento carregado de mais de dezesseis mil toneladas e alcançava uma velocidade máxima de dezesseis nós.
O Jupiter teve um início de carreira tranquilo em que serviu na Frota do Canal, Frota do Atlântico e Frota Doméstica, com suas principais atividades sendo exercícios de rotina e viagens para portos estrangeiros. A Primeira Guerra Mundial começou em 1914 e o navio inicialmente foi usado em deveres de guarda, mas no início de 1915 atuou como quebra-gelo na Rússia. Depois fez patrulhas no Mar Vermelho até o final de 1916, voltando para casa e pouco fazendo até ser descomissionado em fevereiro de 1918. Foi usado como alojamento flutuante até ser desmontado em 1920.

## Características

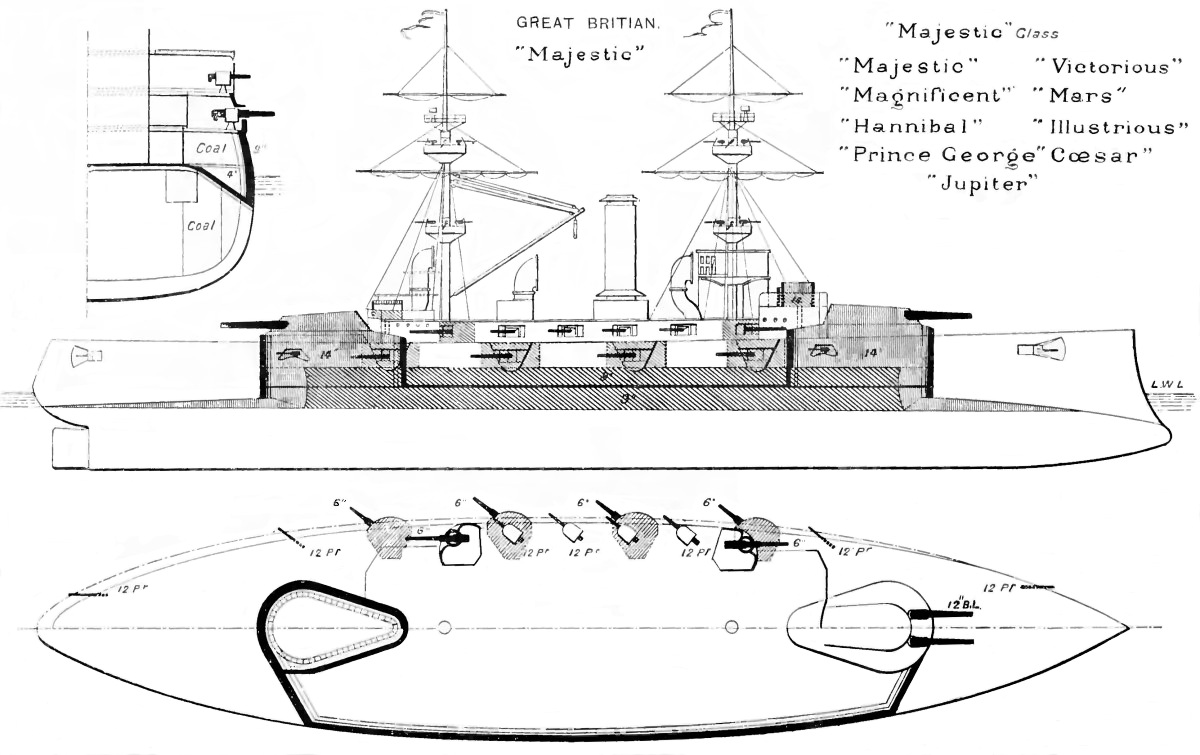
Desenho da Classe Majestic

O Jupiter tinha 128,3 metros de comprimento de fora a fora, boca de 22,8 metros e calado de 8,2 metros. Seu deslocamento carregado de 16 320 toneladas. Seu sistema de propulsão era composto por oito caldeiras de tubos d'água cilíndricas a carvão que alimentavam dois motores de tripla expansão com três cilindros, cada um girando uma hélice. As caldeiras foram substituídas entre 1907 e 1908 por modelos que queimavam óleo combustível. Os motores tinham uma potência indicada de 10,2 mil cavalos-vapor (7,5 mil quilowatts) para uma velocidade máxima de dezesseis nós (trinta quilômetros por hora). A tripulação era formada por 672 oficiais e marinheiros.
O armamento principal consistia em quatro canhões Marco VIII calibre 35 de 305 milímetros montados em duas torres de artilharia, uma à vante e outra à ré. As torres ficavam sobre barbetas em formato de pêssego. O armamento secundário tinha doze canhões calibre 40 de 152 milímetros montados em casamatas em dois conveses à meia-nau. Também tinha dezesseis canhões de 76 milímetros e doze canhões de 47 milímetros para defesa contra barcos torpedeiros. Por fim, foi equipado com cinco tubos de torpedo de 450 milímetros, quatro dos quais ficavam submersos no casco e o último em um lançador no convés. O cinturão principal de blindagem era feito de aço Harvey e tinha 229 milímetros de espessura. As barbetas eram protegidas por 356 milímetros, mesma espessura das laterais da torre de comando. As anteparas tinha de 305 a 356 milímetros, enquanto o convés tinha entre 64 e 102 milímetros.

## Carreira

### Tempos de paz
O batimento de quilha do Jupiter ocorreu em 26 de abril de 1894 nos estaleiros da J & G Thomson em Clydebank, na Escócia, e foi lançado ao mar em 18 de novembro de 1895. Foi transferido em fevereiro de 1897 para o Estaleiro Real de Chatham, onde foi finalizado em maio. Foi comissionado em 8 de junho para serviço na Frota do Canal. Esteve presente em 26 de junho de 1897 na revista de frota em celebração do jubileu de diamante da rainha Vitória, enquanto em 26 de agosto de 1902 participou da revista pela coroação do rei Eduardo VII. O navio visitou Cork em março de 1901. No ano seguinte fez parte de uma esquadra que visitou Náuplia e a Baía de Suda em Creta para manobras combinadas entre as frotas do Canal e Mediterrâneo entre setembro e outubro. A Frota do Canal se tornou a Frota do Atlântico em 1º de janeiro de 1905. O Jupiter foi tirado de serviço em 27 de fevereiro de 1905 para passar por manutenção, retornando em 15 de agosto na Reserva de Portsmouth. Foi comissionado na nova Frota do Canal em 20 de setembro, onde permaneceu até ser descomissionado em 3 de fevereiro de 1908.
O couraçado foi recomissionado no dia seguinte para serviço na reserva da Divisão de Portsmouth da nova Frota Doméstica, tendo a bordo apenas uma tripulação mínima. Serviu de capitânia da divisão até junho do ano seguinte, então ficou como capitânia do segundo em comando da 3ª Divisão da Frota Doméstica. Passou por manutenção em Portsmouth entre 1909 e 1910, durante a qual recebeu equipamentos de controle de disparo para sua bateria principal, e também entre 1911 e 1912. De janeiro de 1912 a janeiro de 1913 serviu de navio-escola de artilharia em Nore. Foi transferido para 3ª Frota em janeiro de 1913, ficando baseado em Pembroke e Devonport.

### Primeira Guerra

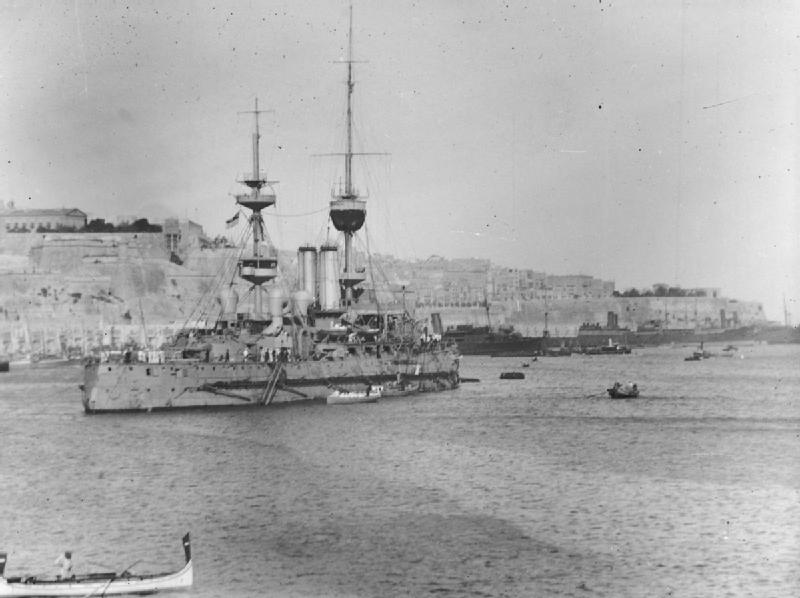
O Jupiter em Malta em março de 1915

A Primeira Guerra Mundial começou no início de agosto de 1914 e o Jupiter foi transferido para a 7ª Esquadra de Batalha da Frota do Canal. Deu cobertura para a travessia da Força Expedicionária Britânica pelo Canal da Mancha até a França em setembro. No final do mês seguinte foi transferido para servir junto com seu irmão HMS Majestic como navio de guarda em Nore. Os dois deixaram o local em 3 de novembro e substituíram seus irmãos HMS Magnificent e HMS Hannibal como navios de guarda em Humber. O Jupiter foi transferido em dezembro para exercer a mesma função no rio Tyne. Foi destacado em 5 de fevereiro de 1915 para atuar temporariamente como quebra-gelo em Arcangel, na Rússia, enquanto o quebra-gelo normal estava em manutenção. O couraçado fez história ao ser o primeiro navio a atravessar o gelo do inverno até Arcangel, com sua chegada em fevereiro sendo a mais cedo até então.
O Jupiter deixou Arcangel em maio e retornou para a Frota do Canal, sendo descomissionado em Birkenhead em 19 de maio. Em seguida passou por manutenção nos estaleiros da Cammell Laird até agosto. Ao final dos trabalhos foi recomissionado no dia 12 para servir no Mar Mediterrâneo como parte da Patrulha do Canal de Suez. Foi transferido para o Mar Vermelho em 21 de outubro para se tornar um navio de guarda em Adem e a capitânia do Oficial Naval Sênior da Patrulha do Mar Vermelho. Foi substituído nessa tarefa em 9 de dezembro pelo navio de tropas RIM Northbrook dos Fuzileiros Reais Indianos, voltando para a Patrulha do Mar Vermelho. Este serviço durou de abril a novembro de 1916 a partir de Porto Said, no Egito.
Deixou o Egito em 22 de novembro e voltou para casa, sendo descomissionado para liberar tripulantes para embarcações antissubmarino. Permaneceu em Devonport até abril de 1919, sendo usado como uma embarcação de serviço especial e navio auxiliar até fevereiro de 1918, depois como alojamento flutuante. O Jupiter foi colocado na lista de descarte em abril de 1919. Foi vendido para desmontagem em 15 de janeiro de 1920, sendo rebocado em 11 de março de Chatham até Blyth para ser desmontado.